# 영화 목록/숫자
| #  | ㄱ  | ㄴ | ㄷ | ㄹ | ㅁ | ㅂ |
| ㅅ | ㅇ  | ㅈ | ㅊ | ㅋ | ㅌ | ㅍ |
| ㅎ | A~Z |    |    |    |    |    |

다음은 숫자로 시작되는 영화 작품 목록이다.

## 0
- 007 골드핑거
- 007 골든 아이
- 007 네버 다이
- 007 나를 사랑한 스파이
- 007 노 타임 투 다이
- 007 다이아몬드는 영원히
- 007 두 번 산다
- 007 리빙 데이라이트
- 007 문레이커
- 007 뷰 투 어 킬
- 007 살인면허
- 007 살인번호
- 007 스카이폴
- 007 스펙터
- 007 썬더볼 작전
- 007 어나더데이
- 007 언리미티드
- 007 여왕폐하 대작전
- 007 옥터퍼시
- 007 위기일발
- 007 유어 아이스 온리
- 007 죽느냐 사느냐
- 007 카지노 로얄
- 007 퀀텀 오브 솔러스
- 007 황금총을 가진 사나이

## 1
- 1급기밀 (2018년)
- 101마리 강아지
- 101마리 강아지 2 : 패치의 런던 대모험
- 10MPH
- 10,000 BC
- 12 몽키즈
- 12 솔져스 (2018년)
- 127 시간 (2010년)
- 12인의 성난 사람들 (1957년)
- 13층 (1999년)
- 1408
- 17 어게인
- 18 어게인
- 19곰 테드
- 1917 (2019년)
- 1947 보스톤 (2023년)
- 1987 (2017년)

## 2
- 2001: 스페이스 오디세이
- 2009 로스트 메모리즈 (2002년)
- 2012 (2009년)
- 21
- 26년 (영화)

## 3
- 3인의 기사
- 300
- 301, 302

## 4
- 42
- 4교시 추리영역 (2009년)
- 4등 (2016년)

## 5
- 5 데이즈 오브 워
- 5인의 탐정가
- 5쿼터
- 50가지 그림자: 심연 (2017년)
- 50가지 그림자: 해방 (2018년)
- 500일의 썸머
- 50/50
- 51구역

## 6
- 6번째 날
- 61*

## 7
- 7광구 (2011년)
- 7년만의 외출
- 7년의 밤 (2018년)
- 7번방의 선물 (2012년)

## 8
- 80일간의 세계 일주
- 8마일 (2002년)
- 8월의 크리스마스 (1998년)
- 8월의 크리스마스 (2005년)

## 같이 보기
- 영화 장르
- 영화 감독 목록
- 영화 제작사 목록